# Teodebald
Teodebald ali Teudebald (francosko  Thibaud ali Théodebald, nemško Theudowald) je bil sin frankovskega kralja Teodeberta I. in Devterije in od leta 548 do 555 kralj Avstrazije (Metz in Reims), * okoli 535, † 555.
Očeta je nasledil kot bolehen trinajstleten fant. Frankovsko plemstvo mu je zaradi spoštovanja do očeta kljub temu ostalo zvesto. Poročen je bil z Valdrado, hčerko langobardskega kralja Vaha, s čimer je utrdil  vezi med Avstrazijo in Lombardijo.
Teobaldu kljub temu ni uspelo obdržati očetovih osvojitev v severni Italiji. Bizantinski cesar Justinijan I. je leta 552 tja poslal vojsko pod poveljstvom zelo sposobnega generala Narsa. Teodebald se je, tako kot njegov oče, izognil neposrednemu spopadi z Bizantinci.
Po dolgotrajni bolezni in izčrpanosti je leta 555 umrl. Njegovo kraljestvo je k svojemu priključil njegov prastric Klotar I. ki je kmalu zatem postal kralj vseh Frankov.